# 1810年代
| 千纪： | 2千纪                                                                                            |
| 世纪： | 18世纪 \| 19世纪 \| 20世纪                                                                       |
| 年代： | 1780年代 \| 1790年代 \| 1800年代 \| 1810年代 \| 1820年代 \| 1830年代 \| 1840年代                 |
| 年份： | 1810年 \| 1811年 \| 1812年 \| 1813年 \| 1814年 \| 1815年 \| 1816年 \| 1817年 \| 1818年 \| 1819年 |

'1810年代是指1810年至1819年的十年。

## 大事记

### 1811年
- 3月25日－1811年大彗星被發現。
- 5月11日－巴拉圭脫離西班牙殖民，獨立建國。
- 7月5日－委内瑞拉脫離西班牙殖民，獨立建國。
- 阿伏伽德罗提出假說，即后來的阿伏伽德罗定律。
- 李氏朝鮮發生兩西大亂，洪景來起兵叛變。
- 俄国人在圣弗朗西斯科以北的俄罗斯河旁设立罗斯堡。
- 奥斯陆大学成立。
- 穆罕默德·阿里帕夏屠杀了马穆鲁克；并同阿拉伯的瓦哈比派交战。

### 1813年
- 9月15日－200名天理教徒攻入紫禁城，是为“癸酉之变”。

### 1815年
- 坦博拉火山爆发。

### 1816年
- 北半球天氣出現的嚴重反常。